# Styrszeł
Styrszeł (bułg. Стършел) – bułgarski tygodnik satyryczny, założony w 1886, wznowiony w 1946 i ukazujący się odtąd nieprzerwanie, jest najstarszym wydawanym czasopismem w Bułgarii.
Redakcja czasopisma jest współorganizatorem Międzynarodowego Konkursu Literackiego „Aleko” (Международния литературен конкурс „Алеко”) upamiętniającego bułgarskiego pisarza Aleko Konstantinowa (1863–1897) oraz konkursu o nagrodę „Czudomir” („Чудомир”) przyznawanej za najlepsze bułgarskie opowiadanie humorystyczne.